# Vũ Lễ, Kiến Xương
Vũ Lễ là một xã nhỏ thuộc huyện Kiến Xương, tỉnh Thái Bình, Việt Nam.

## Địa lý
Xã nằm cách trung tâm thành phố Thái Bình 7 km, cách Thị trấn Thanh Nê (huyện lỵ Kiến Xương) 9 km, cách Biển Đông 25 km.
Địa giới hành chính xã phía Bắc giáp xã Tây Sơn; phía Nam giáp xã Quang Lịch; phía Đông giáp xã Bình Nguyên, Thanh Tân; phía Tây giáp xã Vũ An và xã Vũ Lạc (thành phố Thái Bình).

## Hành chính
Xã Vũ Lễ có tổng diện tích tự nhiên là 510,24 ha. Dân số tính đến tháng 9 năm 2016 là 6.715 người. Xã được phần thành 5 thôn: Trình Hoàng, Đông Chú, Tri Lễ, Đồng Vân, Man Đích